# 青山プラチナ倶楽部
青山プラチナ倶楽部は株式会社ジェイドが運営する、ハイクラス向け会員制交際クラブまたは会員制デートクラブである。

## 概要
青山プラチナ倶楽部は株式会社ジェイドが運営する、ハイクラス向け交際クラブまたはデートクラブである。コンセプトは「夢、理想の実現をコミットする」で、理想のお付き合いの形を一緒に明確化させ、それを実現させるための行動を、コンシェルジュがするというのが特徴。 毎月200名以上の女性が登録している。所轄官庁届出済で、合法的な会員制交際クラブであり18歳未満は利用禁止。また18歳であっても、高校生は利用することができない。 正式名称は青山プラチナ倶楽部だが、「青プラ」と呼称される。

## 安全への対策

### 公的身分証による本人確認
面談、面接の際には公的な身分証明書の提出による年齢確認が必須である。

## 著書
- 『青山プラチナ倶楽部会員向け必勝マニュアル』Kindle版 2020年
- 『青山プラチナ倶楽部へようこそ: 本物の交際クラブの在り方』Kindle版 2020年
- 『交際クラブオーナーの経営論』Kindle版 2020年
- 『交際クラブ-青山プラチナ倶楽部会員向け必勝マニュアル（準備編）』Kindle版 2021年
- 『交際クラブ選びの10ポイント: 青山プラチナ倶楽部』Kindle版 2021年